# Sonata per a piano núm. 18 (Mozart)
La Sonata per a piano núm. 18 en re major, K. 576, és una composició de Wolfgang Amadeus Mozart escrita a Viena el juliol de 1789. En una carta al seu germà i creditor maçó, Johann Michael Puchberg, li va dir que tenia la intenció d'escriure sis sonates senzilles per a la princesa Frederica de Prússia per tal de recaptar una mica de diners. Es creu que aquesta sonata K. 576 podria ser una de les sis sonates que pensava compondre i probablement fou l'única; seria la darrera sonata per a piano de Mozart.
L'obra consta dels habituals tres moviments:
1. Allegro
2. Adagio, en La major.
3. Allegretto

La seva interpretació habitual sol durar uns quinze minuts.
El primer moviment, Allegro, com en tantes obres dels seus darrers anys a Viena, conté un contrapunt subtil d'un material enganyosament simple. El segon moviment, Adagio, presenta una forma ternària simple amb una secció central d'una dolça malenconia en la tonalitat del relatiu menor. El tercer moviment, Allegretto, és un rondó més contrapuntístic del que pot semblar en uan primera impressió.